# Tomatares citrinus
Tomatares citrinus is een insect uit de familie van de mierenleeuwen (Myrmeleontidae), die tot de orde netvleugeligen (Neuroptera) behoort.
Tomatares citrinus is voor het eerst wetenschappelijk beschreven door Hagen in 1853.

## Kenmerken
Dit insect heeft een langgerekt lichaam met een slank achterlijf, een brede, met zwarte vlekken bezette kop met grote ogen en knotsvormige antennen. De lange, smalle vleugels zijn citroengeel met een bruine vleugeltekening. Vogels laten deze soort links liggen vanwege zijn vieze smaak.

## Verspreiding en leefgebied
Deze soort komt voor in Afrika.